# Batallón Sagrado de Tebas
El Batallón Sagrado de Tebas (en griego antiguo ἱερὸς λόχος / hieròs lójos) fue una unidad militar de élite griega formada por 150 parejas de amantes, todos varones, y que formaban la fuerza élite del ejército tebano en el siglo IV a. C., poniendo fin a la dominación de Esparta. Su predominio empezó con su papel crucial en la batalla de Leuctra en 371 a. C. La unidad fue aniquilada por Filipo II de Macedonia en la batalla de Queronea en 338 a. C.

## Formación
El registro más antiguo que se conserva sobre el Batallón Sagrado por su nombre data del año 324 a. C., en la oratoria Contra Demóstenes del logógrafo ateniense Dinarco. Menciona que el Batallón Sagrado era comandado por el general Pelópidas y que, junto con Epaminondas, que comandaba el ejército de Tebas (Beocia), fue responsable de la derrota de los espartanos en la decisiva batalla de Leuctra (371 a. C.).
Plutarco (46-120 d. C.), oriundo de la aldea de Queronea, es la fuente de la descripción más importante que se conserva sobre el Batallón Sagrado. Según él, el Batallón Sagrado fue formado originalmente por el beotarca Górgidas, poco después de la expulsión de la guarnición espartana que ocupaba la ciudadela tebana de Cadmea. El autor macedonio del siglo II d. C., Polieno, en sus Estratagemas en la guerra, también señala a Górgidas como el fundador del Batallón Sagrado. Sin embargo, Dion Crisóstomo (c. 40-120 d. C.), Jerónimo de Rodas (c. 290-230 a. C.) y Ateneo de Naucratis (c. 200 d. C.) atribuyen en cambio tal mérito a Epaminondas.
La fecha exacta de la creación del Batallón Sagrado, y si fue creado antes o después de El banquete de Platón (c. 424-347 a. C.) y de la obra de título similar de su rival Jenofonte (c. 430-354 a. C.), también han sido motivo de debates durante mucho tiempo. La fecha generalmente aceptada de la creación del Batallón Sagrado es entre el 379 y el 378 a. C. Antes de esta fecha, aparecen referencias a fuerzas de élite tebanas que también contaban con 300 miembros. Heródoto (c. 484-425 a. C.) y Tucídides (c. 460-395 a. C.) escriben sobre una fuerza de élite de 300 tebanos aliados con los persas, que fueron aniquilados por los atenienses en la batalla de Platea (479 a. C.). Heródoto los describe como "los primeros y los mejores" (πρῶτοι καὶ ἄριστοι) entre los tebanos. Diodoro también menciona 300 hombres escogidos (ἄνδρες ἐπίλεκτοι) presentes en la batalla de Delio (424 a. C.), compuestos por heníojoi (ἡνίοχοι, "aurigas") y parabátai (παραβάται, "los que caminan al lado"). Aunque ninguno de ellos menciona al Batallón Sagrado por su nombre, es posible que se refieran a este o, al menos, a sus precursores. El historiador John Kinloch Anderson cree que el Batallón Sagrado estuvo efectivamente presente en Delio, y que Górgidas no lo estableció, sino que simplemente lo reformó.
En el viejo debate en torno a las obras de Jenofonte y Platón, el Batallón Sagrado ha figurado de forma destacada como una posible forma de fechar cuál de los dos escribió primero su versión de El banquete. El Sócrates de Jenofonte en su Banquete menciona con desaprobación la práctica de colocar amantes uno al lado del otro en la batalla en las ciudades-estado de Tebas y Elis, argumentando que mientras la práctica era aceptable para ellos, era vergonzosa para los atenienses. Tanto Platón como Jenofonte eran atenienses. Según el académico clásico británico Sir Kenneth Dover, se trata de una clara alusión al Batallón Sagrado, que refleja el conocimiento contemporáneo, si bien anacrónico, de Jenofonte acerca de la práctica tebana, ya que la fecha dramática de la obra misma es alrededor del 421 a. C.
Sin embargo, es el discurso del personaje Fedro en El banquete de Platón que se refiere a un "ejército de amantes" el que se relaciona de manera más famosa con el Batallón Sagrado, si bien técnicamente no se refiere a éste, ya que el ejército al que se refiere es hipotético. Dover argumenta en consecuencia que Platón escribió primero su Banquete, ya que el Fedro de Platón utiliza un lenguaje que implica que la organización aún no existía. Reconoce, sin embargo, que Platón puede haber puesto simplemente la hipótesis en boca de Fedro según la supuesta fecha dramática previa de la obra (c. 401 a. C.). Esto solo demostraría que Platón tenía más en cuenta su cronología en su Banquete que Jenofonte, y que en realidad era bien consciente del Batallón Sagrado en su época.

## Composición
Según Plutarco, los 300 hombres escogidos a dedo fueron elegidos por Górgidas puramente por su capacidad y mérito, sin tener en cuenta la clase social. Estaba compuesta por 150 parejas de hombres, cada una de las cuales estaba formada por un erastês (ἐραστής, "amante") mayor y un erômenos (ἐρώμενος, "amado") menor. Ateneo de Naucratis también escribe que la Banda Sagrada estaba compuesta por "amantes y sus favoritos, indicando así la dignidad del dios Eros en que abrazan una muerte gloriosa por sobre una vida deshonrosa y reprobable", mientras que Polieno describe la Banda Sagrada como compuesta por hombres "consagrados el uno al otro por obligaciones mutuas de amor". El origen del apelativo "sagrado" de la Banda Sagrada no ha sido explicado por Dinarco ni por otros historiadores, pero Plutarco afirma que se debe a un intercambio de votos sagrados entre el amante y el amado en el santuario de Yolao (a veces referenciado como amante de Heracles) en Tebas. También menciona tangencialmente la caracterización que hace Platón del amante como "amigo inspirado por Dios"
La Banda Sagrada estaba estacionada en Cadmea como fuerza permanente, probablemente como defensa contra futuros intentos a manos de fuerzas extranjeras de tomarse la ciudadela. En ocasiones se la denominaba "Banda de la Ciudad" (ἐκ πόλεως λόχος), debido a que su entrenamiento militar y su alojamiento corrían a cargo de la polis de Beocia. Su entrenamiento regular incluía la lucha y la danza. El historiador James G. DeVoto señala que Góorgidas había servido anteriormente como hiparco (oficial de caballería), por lo que es probable que también se les proporcionara entrenamiento ecuestre. Las edades exactas de los miembros de la unidad no constan en los testimonios antiguos. Sin embargo, comparándolos con los reclutas de la unidad de élite espartana hippeis (ἱππεῖς) y con los reclutas atenienses epheboi (ἔφηβοι), DeVoto estima que los aprendices eran incorporados como miembros de pleno derecho a la Banda Sagrada a la edad de 20 a 21 años, tras lo cual sus erastai les entregaban un juego completo de armaduras. Probablemente terminaban su servicio a los 30 años.
Las parejas consistían en un miembro de mayor edad o "heniojos" (conductor) y uno más joven o "parabates" (compañero). La motivación para el uso del "ejército de amantes" en batalla lo expresa Plutarco:

Para varones de la misma tribu o familia hay poco valor de uno por otro cuando el peligro presiona; pero un batallón cimentado por la amistad basada en el amor nunca se romperá y es invencible; ya que los amantes, avergonzados de no ser dignos ante la vista de sus amados y los amados ante la vista de sus amantes, deseosos se arrojan al peligro para el alivio de unos y otros.

De acuerdo con Plutarco, Górgidas inicialmente distribuyó al Batallón Sagrado de Tebas a lo largo de sus líneas de batalla como un cuerpo de élite para fortalecer la resolución de los demás, pero entonces Pelópidas, después de que el Batallón hubiese luchado con éxito en la batalla de Tegira, lo usó como una especie de guardia personal. El Batallón Sagrado de Tebas fue una parte importante de la infantería griega durante cerca de 33 años. Participó, como punto fuerte de la formación tebana, en las batallas de Leuctra y de Mantinea que humillaron el poderío de los espartanos, golpes de los que nunca se recuperaron, incluso acabaron como fuerza a considerar en Grecia, al disminuido ejército de los Homoioi.
Su única derrota se produjo en la batalla de Queronea, en 338 a. C., batalla decisiva en la que Filipo II de Macedonia y su hijo Alejandro Magno terminaron con la independencia de las ciudades-estado griegas. Filipo había estado cautivo en Tebas, donde aprendió sus tácticas militares. El resto del ejército tebano huyó cuando se enfrentó a las abrumadoras fuerzas de Filipo II y Alejandro, pero el Batallón Sagrado, rodeado, se mantuvo firme y cayeron donde estaban. Plutarco cuenta que Filipo, ante la visión de los cadáveres amontonados en una pila y entendiendo de quiénes se trataban, exclamó:

«Perezca quien sospeche que estos varones o sufrieron o hicieron algo inapropiadamente».

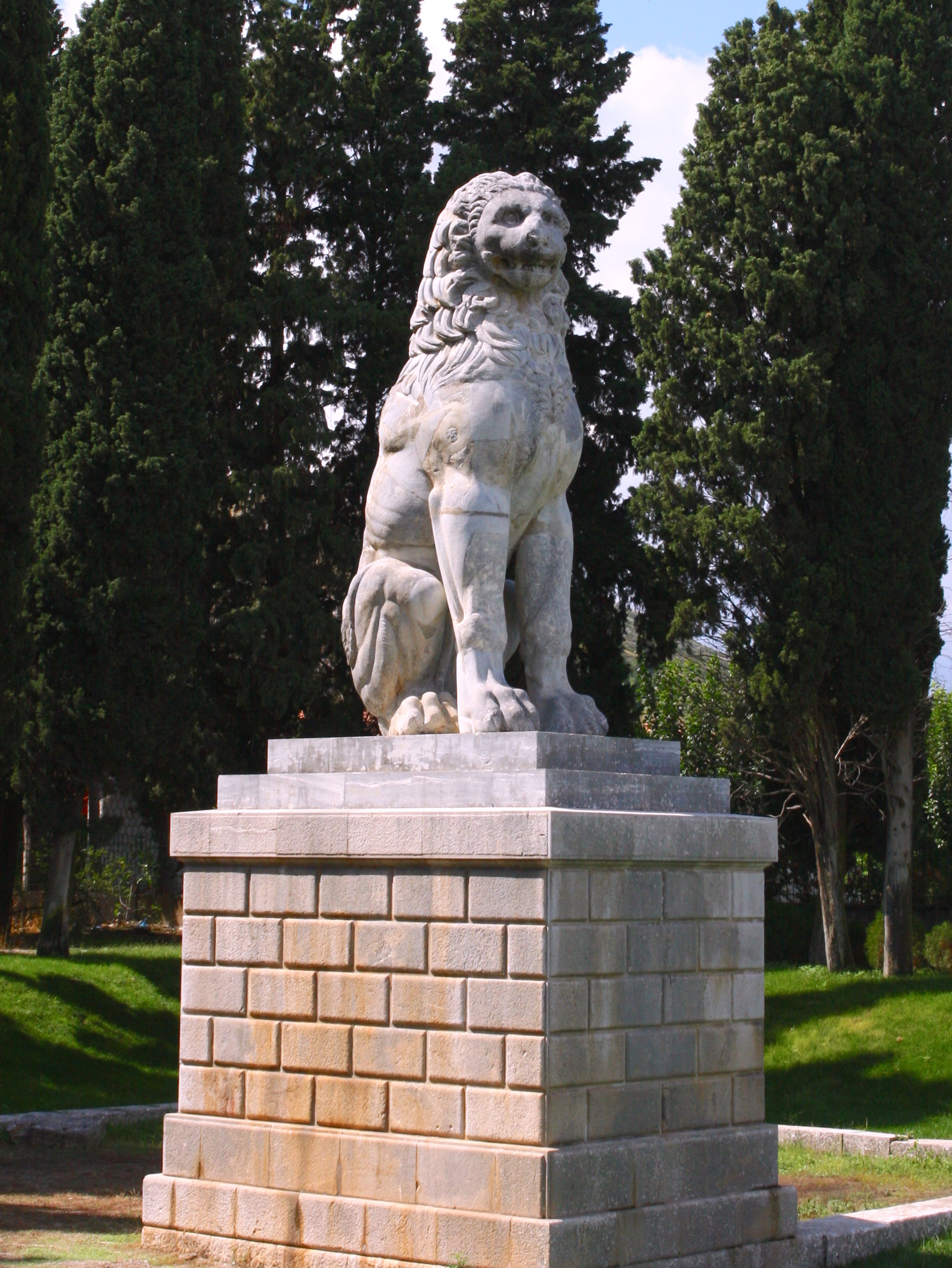
El león de Queronea, que preside el túmulo de los caídos del batallón sagrado en la batalla de Queronea.

Aunque Plutarco afirma que los 300 componentes del batallón murieron ese día, en las excavaciones de la tumba comunal de Queronea, que está coronada por un impresionante león funerario, fueron hallados 254 esqueletos.